# Jan Gossaert
Jan Gossaert (Mabuse) (Maubeuge, 1478 körül — Antwerpen vagy Middelburg, 1532. október 1.) németalföldi festő, az olasz reneszánszt követő romanisták vezéralakja.

## Élete, munkássága
Flandriában az Itáliába látogató festők révén az olasz érett reneszánsz kultúra folytatódott ötvözve a németalföldi hagyományokkal. Megújult a festészet a löweni egyetem által teremtett humanista légkör és az Itáliával létesített élénkebb kapcsolatok révén. Az antwerpeni Metsys meghonosította a humanista szellemű arcképet, őt követte Jan Gossaert, akit valószínűleg maubeugei származása miatt Mabusének neveztek. Ma sem tudjuk születésének pontos idejét, azt lehet tudni, hogy a 15. század utolsó harmadában született. 1503-ban tagja lett az antwerpeni Szt. Lukács céhnek.
Fülöp herceg (a burgundiai „fattyú”) kíséretében utazást tett Rómába II. Gyula pápához, Rómán kivül több helyütt is időztek, Trento, Verona, Mantova, Firenze. E helyeken találkozott Gossaert a Quattrocento stílusiránnyal, s számos Raffaello műről készült metszethez jutott, melyeket behatóan tanulmányozott. Humanista szellemben kezdett festeni. Több változatban megfestette a Szűzanyát a gyermek Jézussal, ezek a képek ötvözik a hagyományos németalföldi festészetet és az olasz érett reneszánsz festészet ünnepélyességét, színességét. Igazán nagy hatása volt mitológiai alakokat ábrázoló festményeinek (például Neptunus és Amphitrite; Herkules és Deianeira; Danaéc. képei), melyek a romanizmust képviselték, s még a Rubens után következő korszakra is hatottak.
Következetesen romanizmust vagy manierizmust emlegetnek Gossaert képeinek stílusát illetően, mintegy jelezve a stílusváltás időszakát. A festő képes távolságot tartani témáitól, s mindezt hűvösségnek, modorosságnak tudják be a művészettörténetben. Sőt Ernst H. Gombrich, a 20. század egyik legkiválóbb művészettörténésze nehezményezi, hogy Mabuse Szent Lukács a Szent Szüzet festi c. képének témáját egy klasszikus építésű fénnyel megvilágított Rómába illő palota udvarába helyezte.

## Művei (válogatás)

### Arcképek

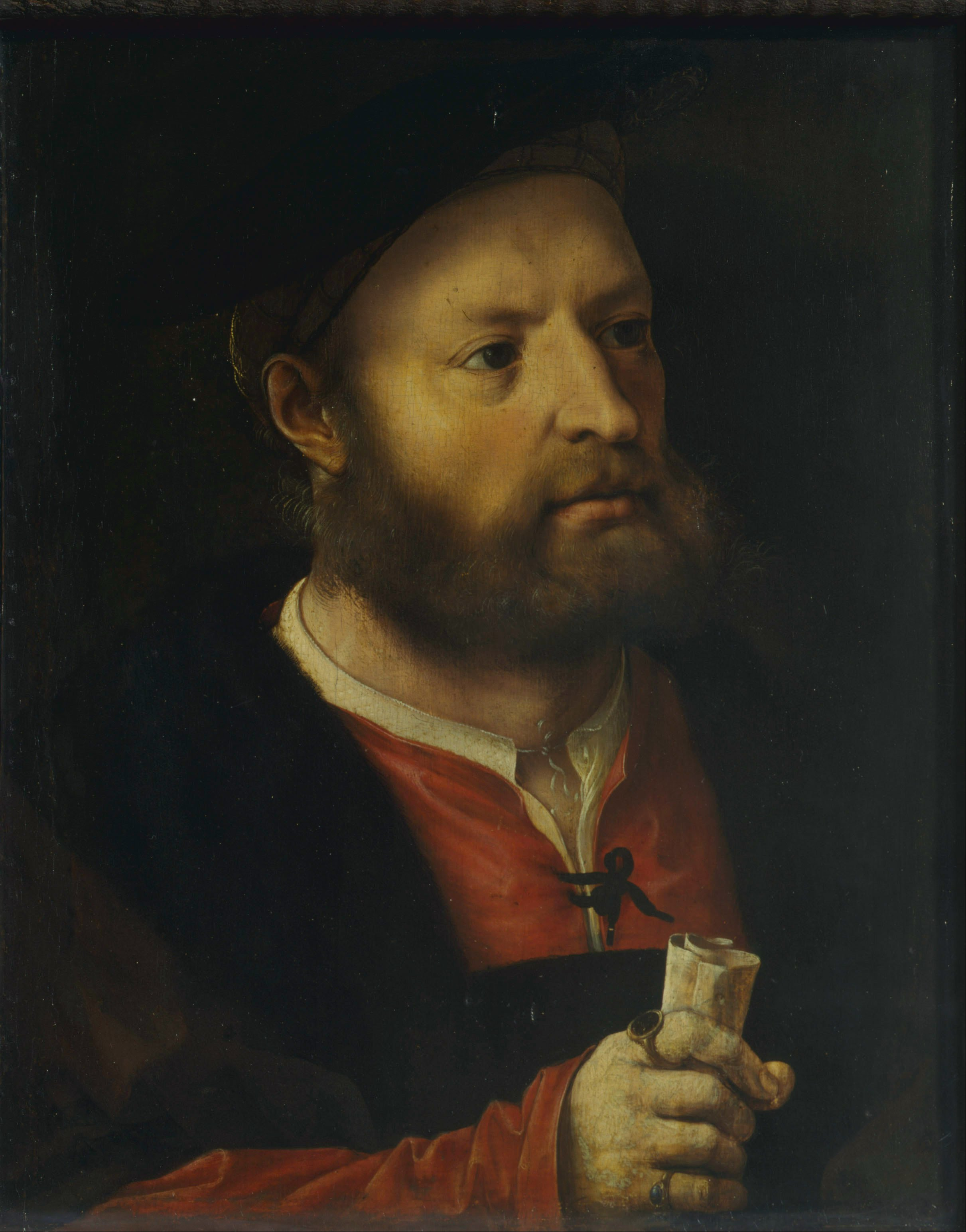
Egy férfi arcképe
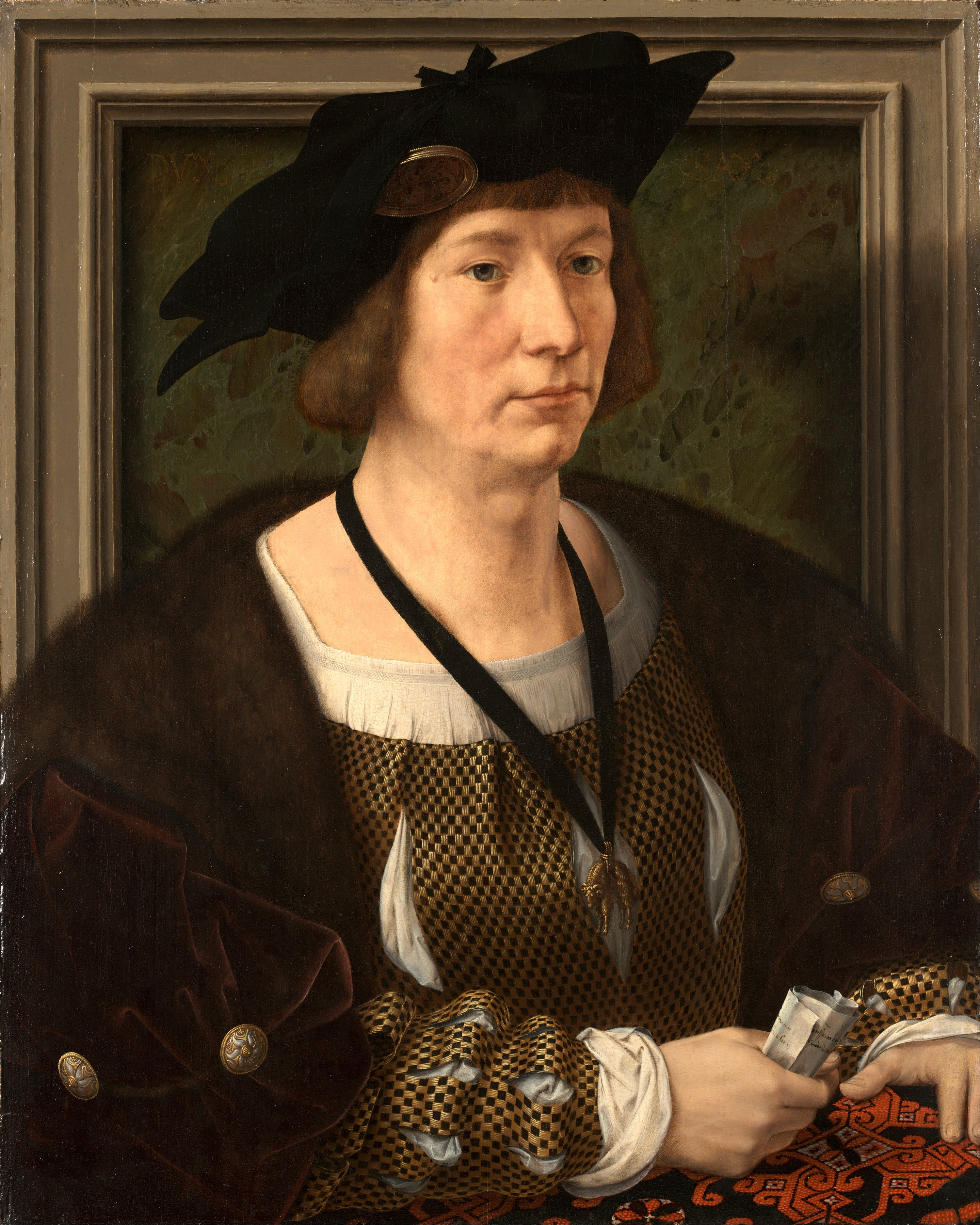
III. Hendrik, Nassau-Breda grófjának arcképe
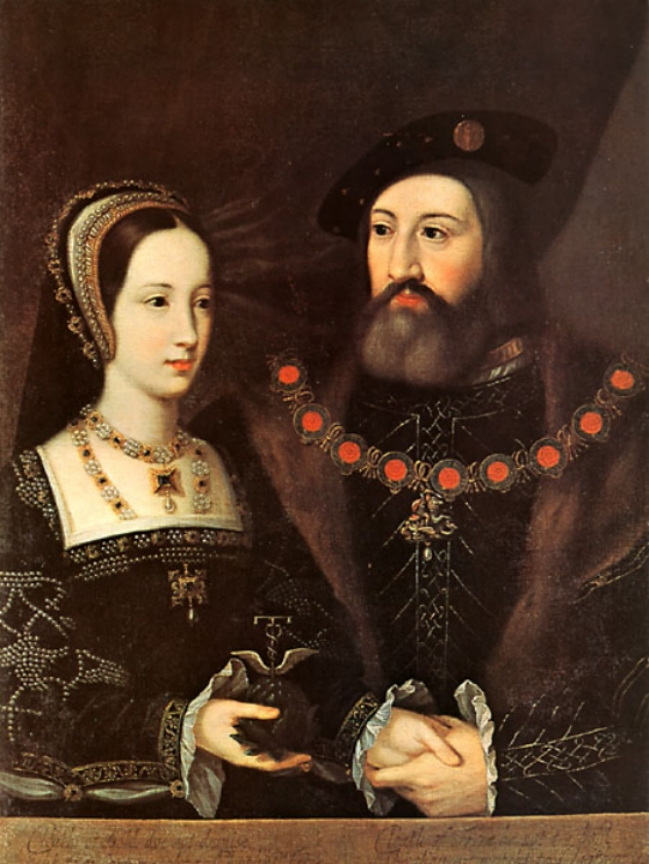
Tudor Mária és Charles Brandon (1516)
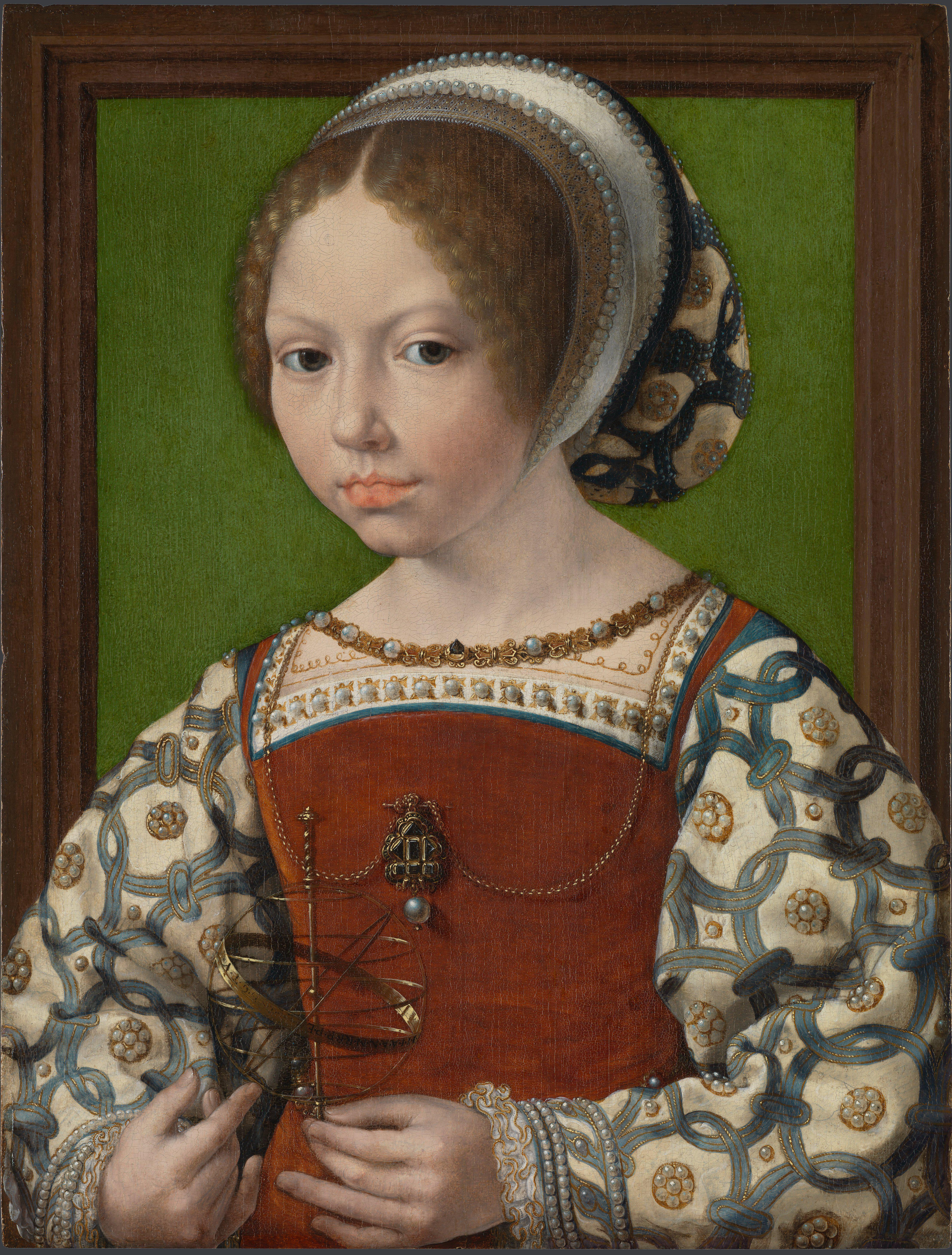
Fiatal leány arcképe
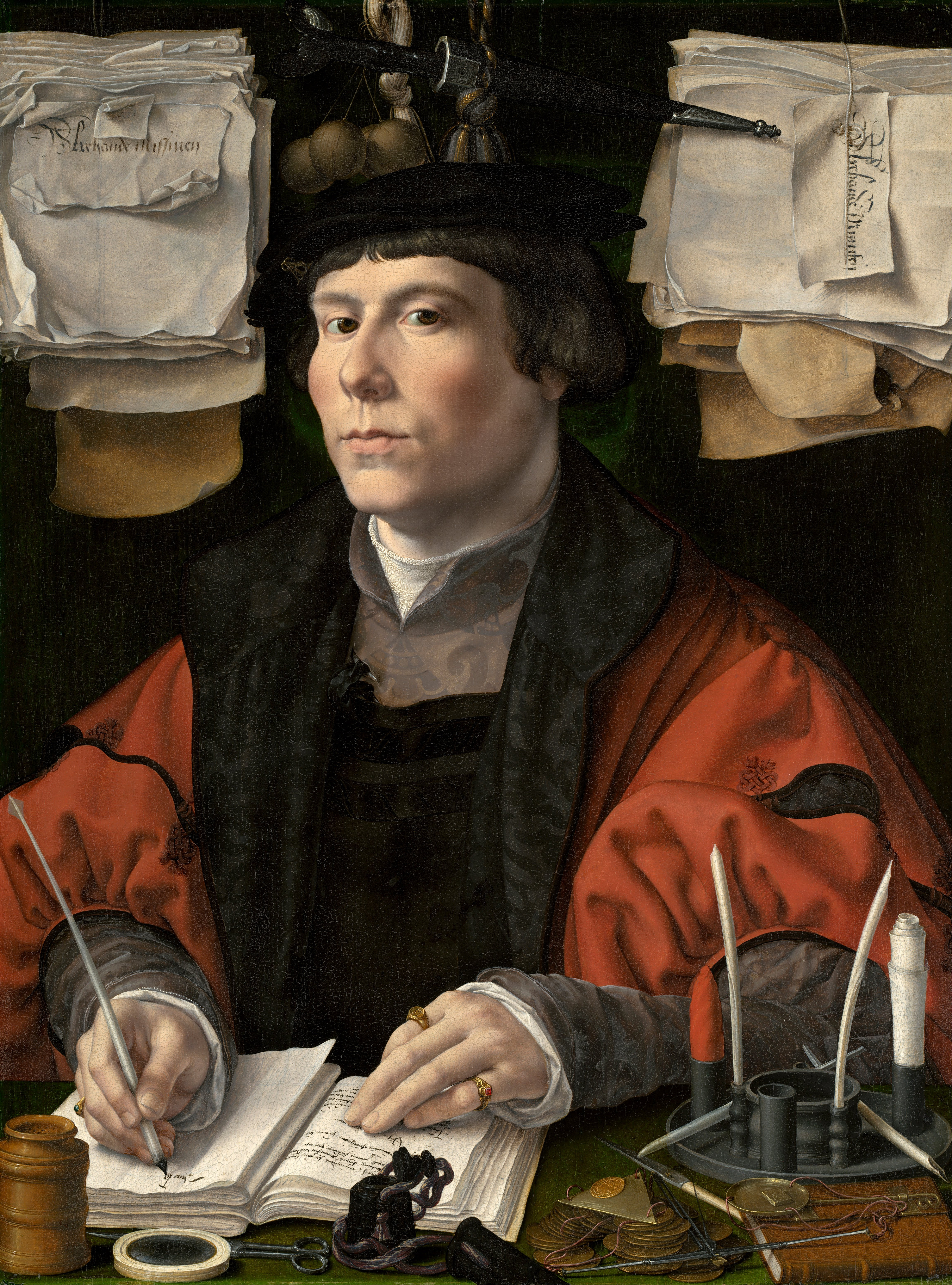
Egy kereskedő portréja

### Madonna és a gyermek Jézus

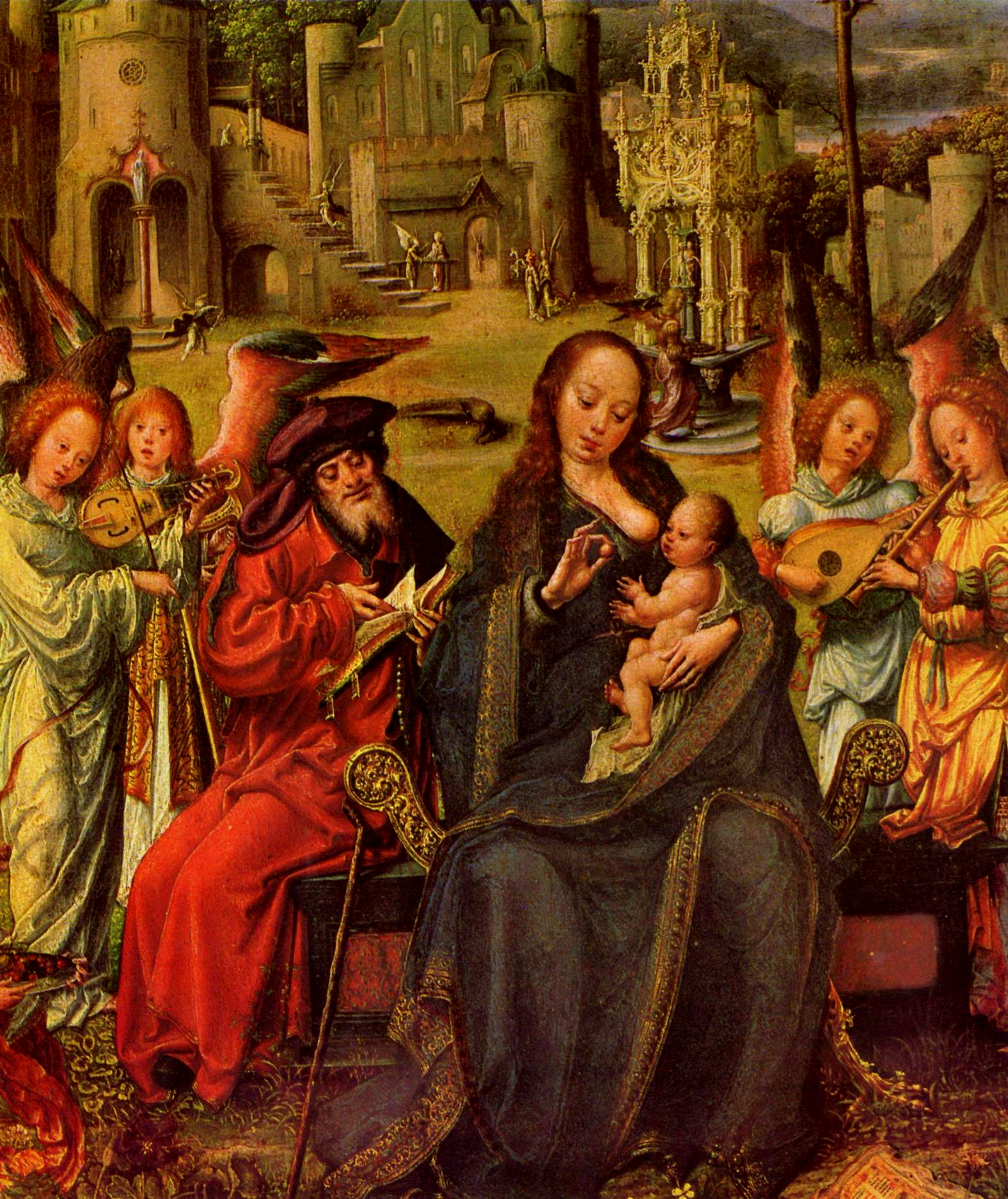
A Szt. család
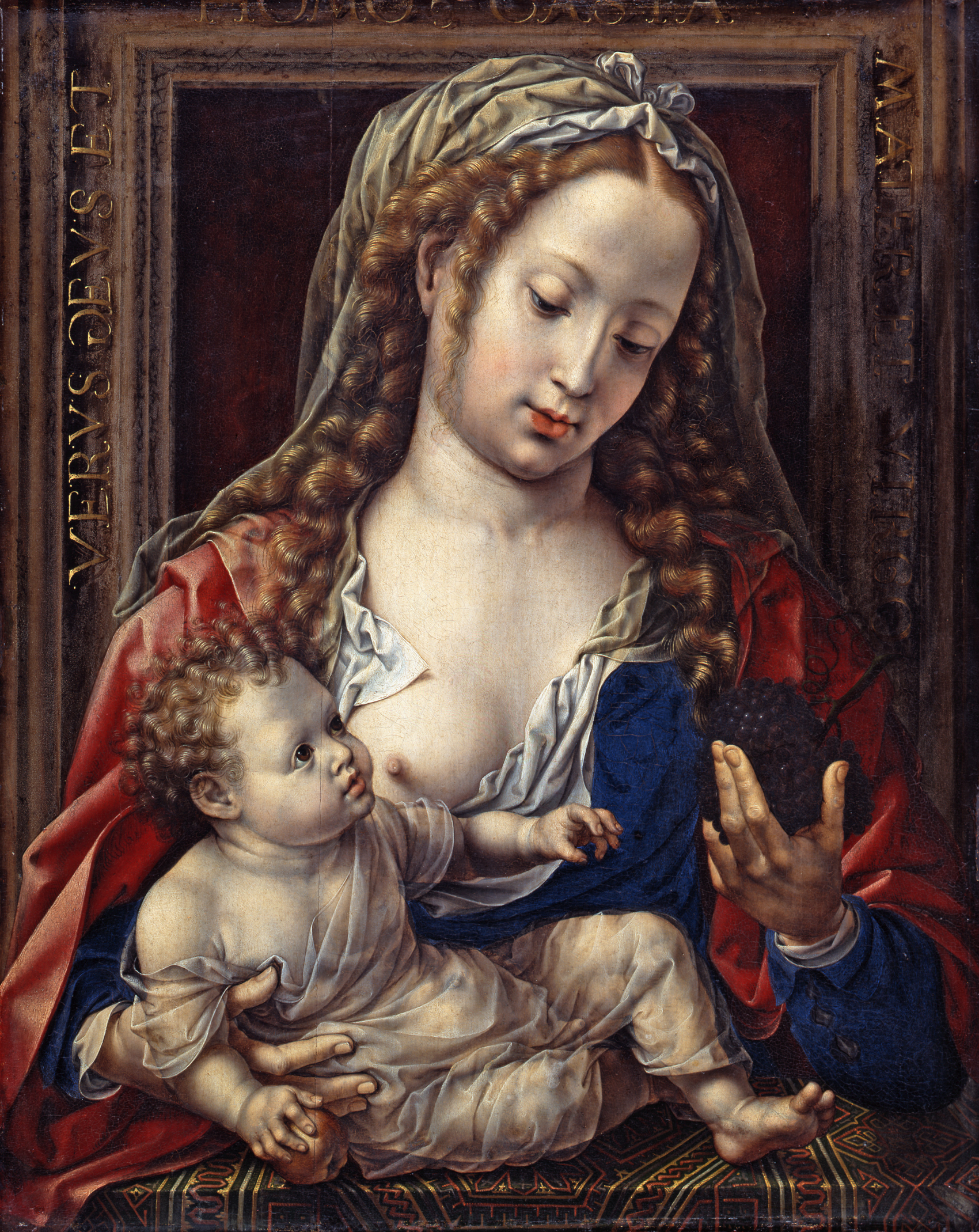
Mária a gyermek Jézussal
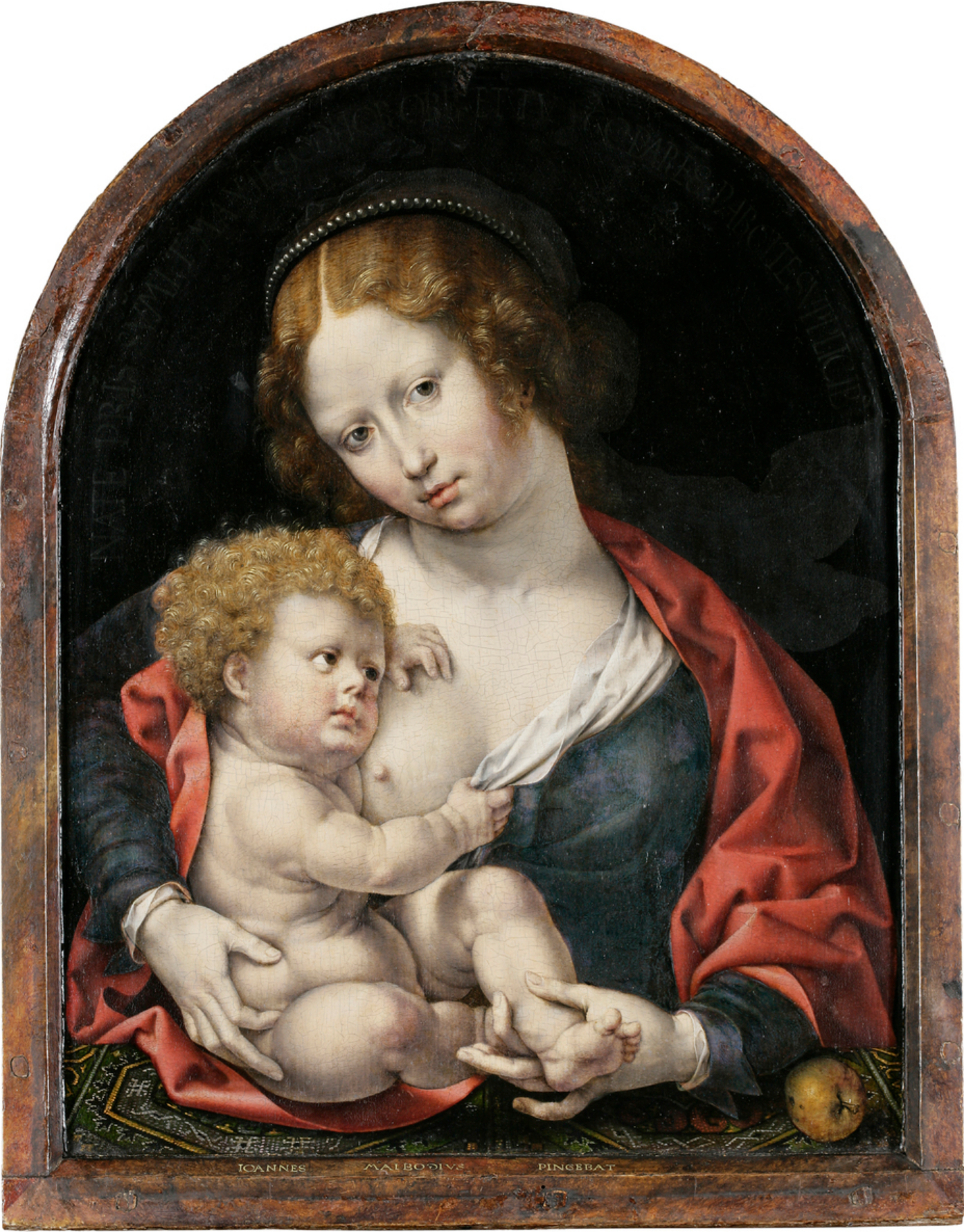
Madonna a gyermek Jézussal
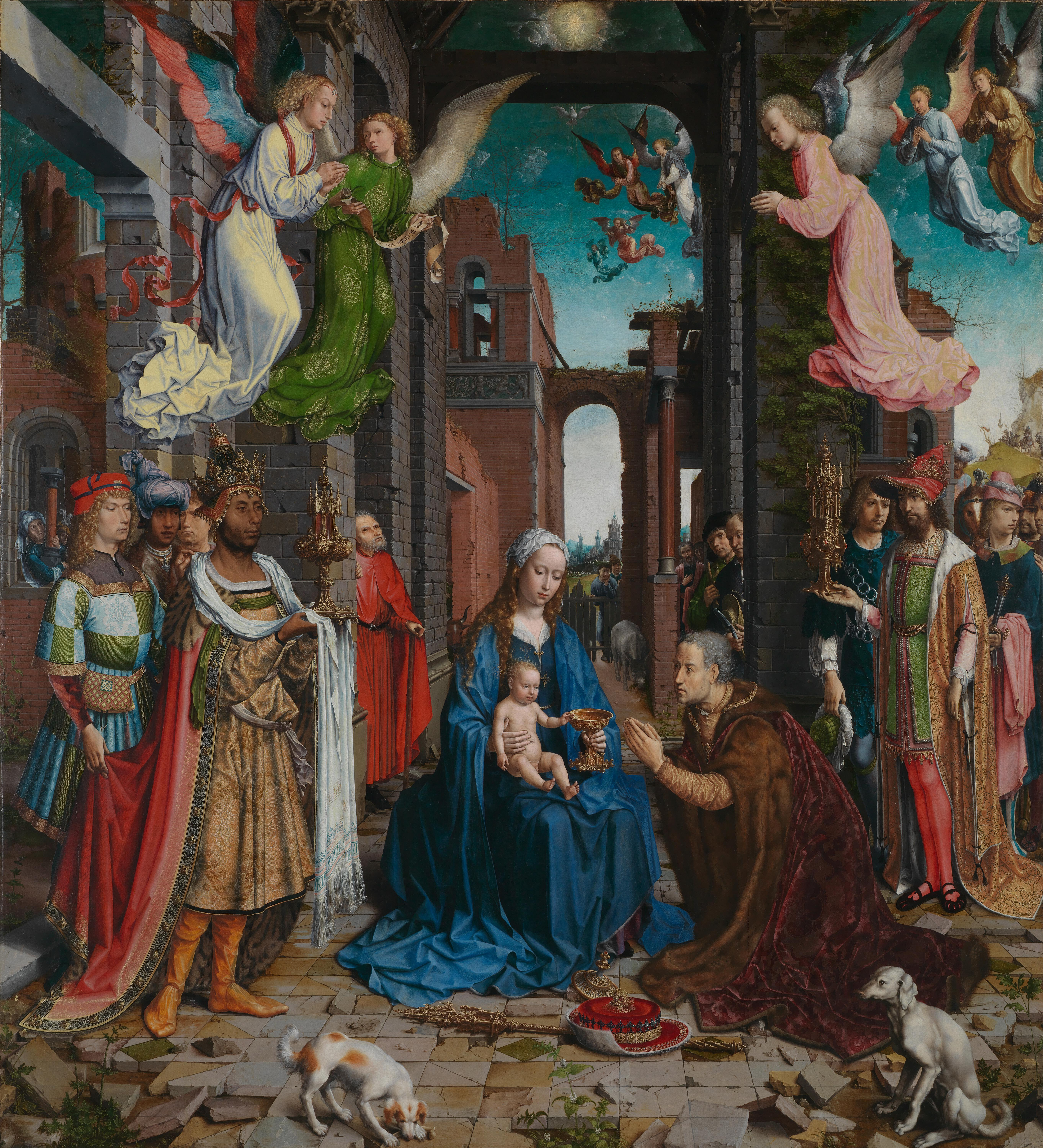
Királyok imádása
Szent Lukács a Szent Szüzet festi

### Mitológiai képek

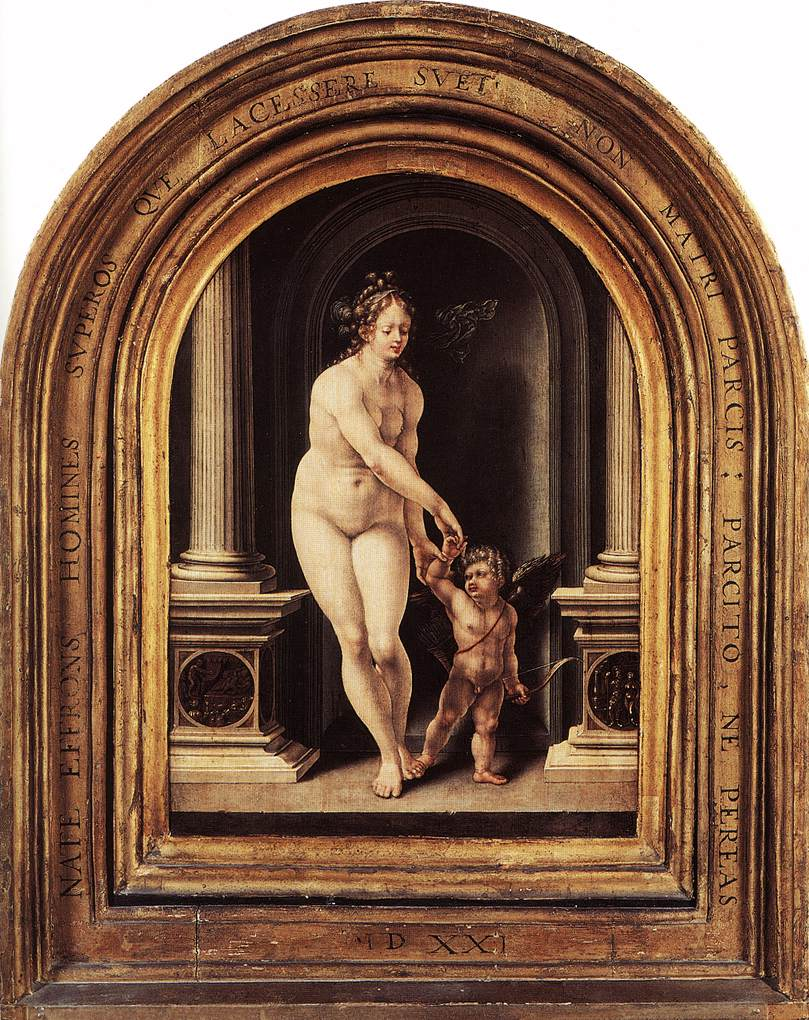
Vénusz és Cupido
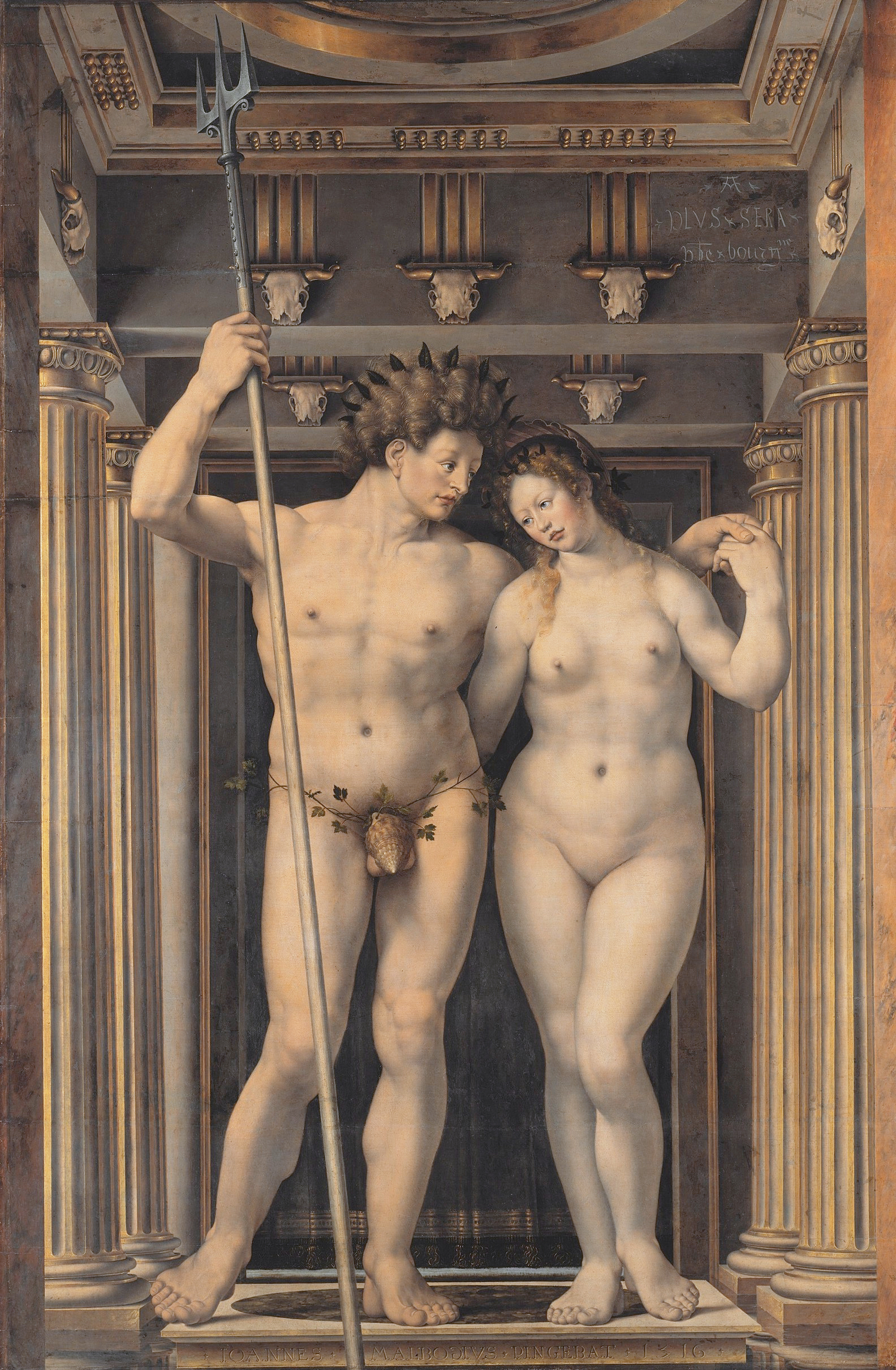
Neptunus és Amphitrité
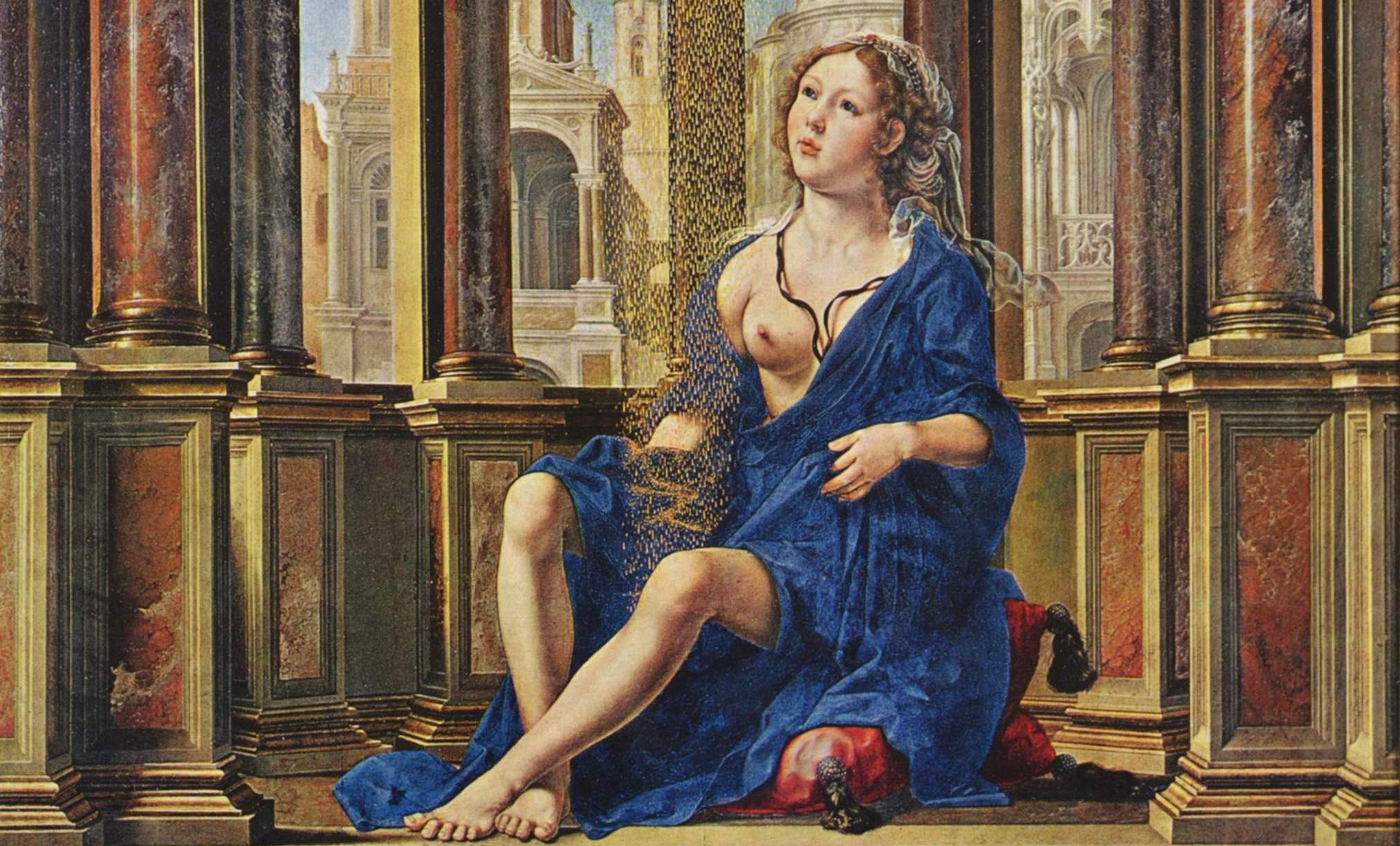
Danaidé
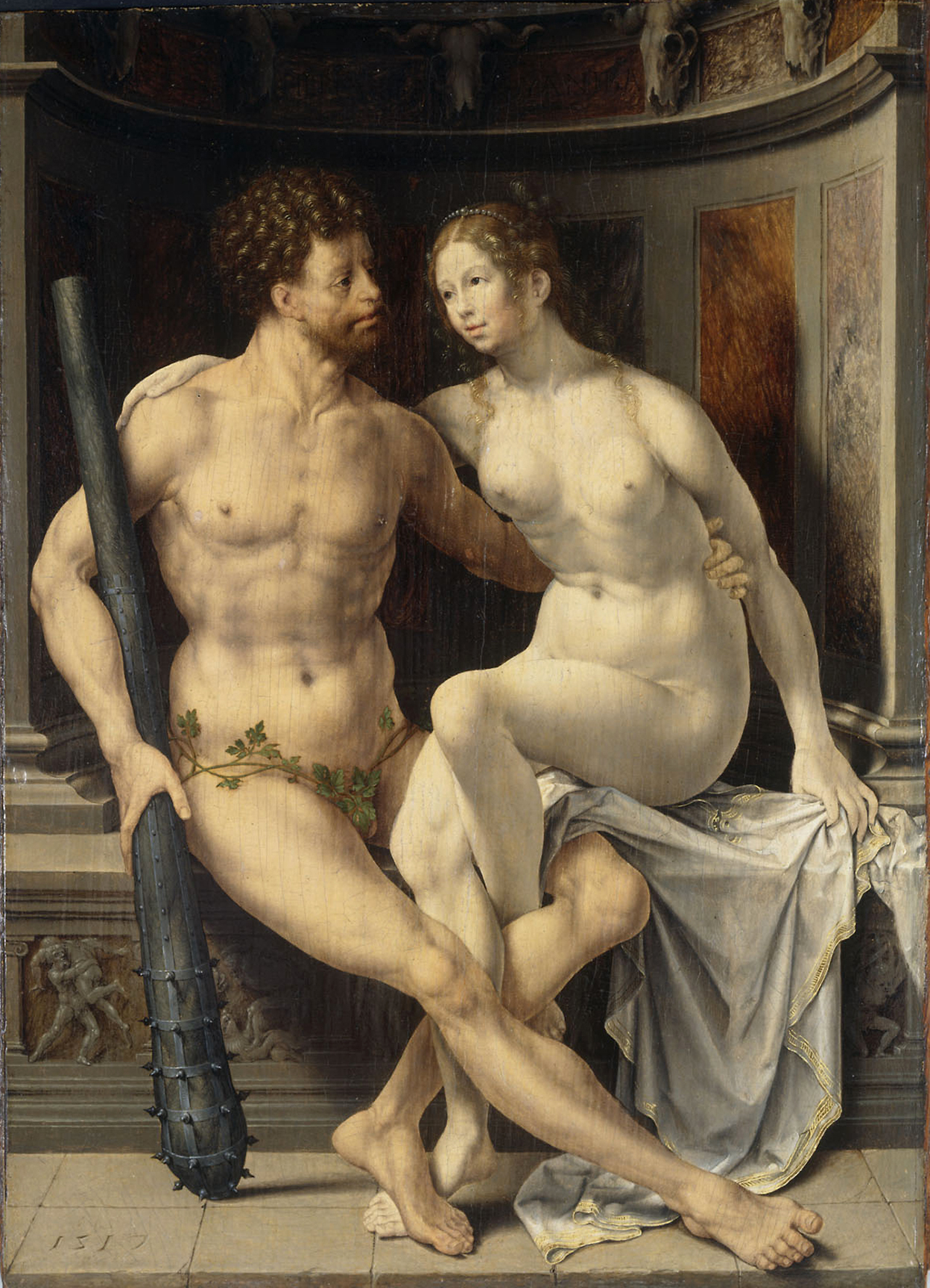
Héraklész és Déianeira
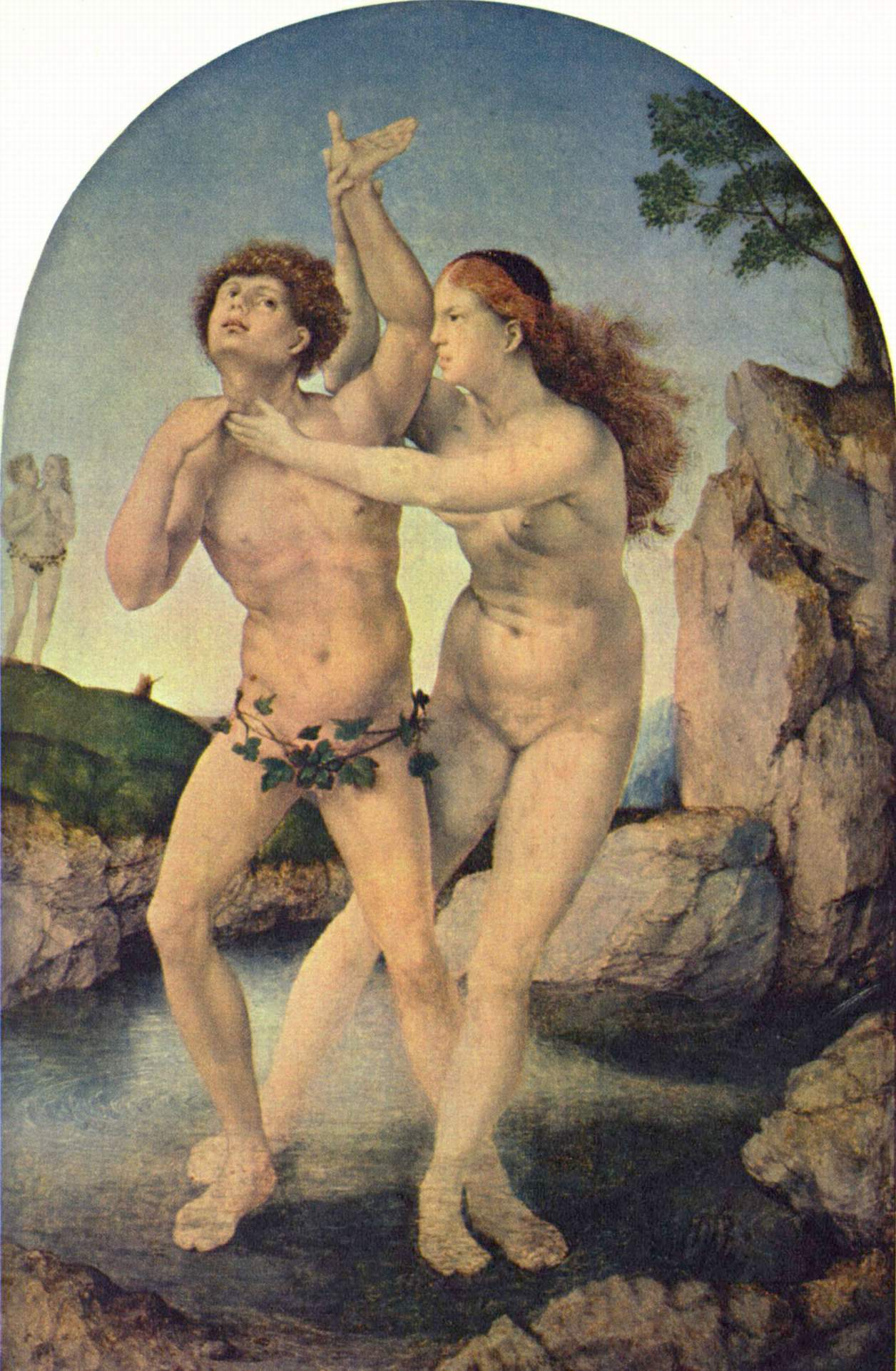
Hermaphroditosz és Szalmakisz metamorfózisa